# یواس‌اس ال‌سی‌آی (ال)-۱۸۹
یواس‌اس ال‌سی‌آی(ال)-۱۸۹ (به انگلیسی: USS LCI(L)-189) یک کشتی است که طول آن ۱۵۸ فوت ۵٫۵ اینچ (۴۸٫۲۹۸ متر) می‌باشد. این کشتی در سال ۱۹۴۳ ساخته شد.